# گجه یولجولاری
گجه یولجولاری (ترکی: Gece Yolculari، ترجمه: مسافران شب) یک گروه موسیقی در سبک ملودیک پاپ/راک (سافت راک) است که در سال ۱۹۹۳ در استانبولِ ترکیه به وجود آمد.

## اعضا
- ادیس ایلهان (آواز - پرکاشن)
- اوغور ارسلان‌تورک‌اوغلو (گیتار ریتم - همخوانی)
- بولنت آلبایراک (درام)
- یاسین ارسلان‌تورک‌اوغلو (گیتار بیس)
- مورات ارسلان‌تورک‌اوغلو (گیتار سولو)

## آلبوم‌ها
- Gece yolculari 2 (مسافران شب ۲) - ۲۰۰۶